# Storia dell'epilessia

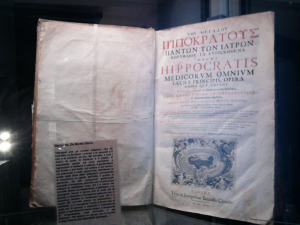
Un'edizione del trattato di Ippocrate de La malattia sacra (De morbo sacro)

La storia dell'epilessia ha inizio in tempi molto antichi. Etimologicamente il termine epilessia deriva dal verbo greco επιλαμβάνω che, al passivo (ἐπιλαμβάνομαι), significa “essere colto di sorpresa” o anche “essere invaso” e talvolta veniva definita anche morbo sacro. Ciò era dovuto all'inspiegabilità e all'imprevedibilità delle sue manifestazioni, che per molto tempo contribuirono a ritenerla causata da forze maligne della natura o da divinità avverse. Infatti nell'antica Grecia tanto la religione quanto la dottrina medica dei sacerdoti-medici nei templi di Asclepio, concepivano come normale un diretto intervento delle divinità sulla vita dell'uomo e dunque sulle malattie.
Le manifestazioni delle crisi epilettiche, che in Gran Bretagna vengono identificate con il termine “fit” e negli Stati Uniti con il termine “seizure”, variano notevolmente. Si passa da brevi periodi di assenza, indicati secondo la nomenclatura francese di Esquirol, “petit mal”, a un periodo ricco di convulsioni o crisi tonico-cloniche detto “grand mal”. Il medico Thomas Willis nel 1667 nel descrivere lo stato di male epilettico affermò che “gli attacchi che si ripetono spesso” tendono a divenire sempre più severi e possono condurre a morte. I francesi hanno utilizzato la definizione “état de mal” ed erano consapevoli della gravità. Il dizionario dell'Epilessia edito dell'Organizzazione Mondiale della Sanità (O.M.S.) ha definito l'epilessia come "un'affezione cronica ad eziologia diversa, caratterizzata dalla ripetizione di crisi che derivano da una scarica eccessiva di neuroni cerebrali".
Diversi erano i rituali utilizzati per la guarigione dall'epilessia tra cui la "pratica dell'incubazione" (consistente nel far dormire sopra una lastra di pietra nel tempio di Esculapio, dio della medicina, l'individuo affetto da epilessia), l'uso di semi e radici di peonia o della polvere delle ossa di cranio o di sangue umano. Era accertata inoltre l'influenza della luna piena sulla ricorrenza degli attacchi epilettici.
Il medico greco Ippocrate di Coo fu il primo grande personaggio del passato a rifiutare il carattere sovrannaturale di questa malattia, come dimostra nel suo trattato specifico sull'epilessia intitolato "De morbo sacro". Il suo contributo fu fondamentale per elevare la scienza medica a modello di sapere scientifico.

## Origine della condizione
Con grande attualità, Ippocrate afferma il ruolo centrale del cervello come sede di tale malattia e di tutte le malattie mentali. È in esso infatti che si formano i piaceri, la serenità, l'allegria, è grazie ad esso che pensiamo, ragioniamo e giudichiamo; esso è però anche causa di pazzia, deliri,  smarrimenti e incapacità di comprendere cose consuete.
Nel trattato l'autore descrive con grande precisione la struttura anatomica del cervello precisando come questo sia doppio (come quello di tutti gli altri animali) e diviso da una sottile meninge, e come possa talvolta, per una malformazione embriologica, contenere flegma in eccesso di cui non riesce a purificarsi. Questo fluido, dunque, attraverso le due grandi vene che giungono al cervello dalla milza e dal fegato per raccogliere l'aria da distribuire, si dirigerà nel resto del corpo ostacolandone la necessaria aerazione. Potrà accadere, ad esempio, che vada verso il cuore, provocando in tal caso palpitazioni ed asma, poiché quando il flegma freddo scende verso i polmoni raggela anche il sangue e le vene raffreddate a forza battono contro il petto fino a che sopraggiunge la dispnea.
Addirittura vengono messi in evidenza i diversi effetti di tale morbo nel bambino e nell'adulto, o a seconda che i venti spirino da nord o da sud. Ma è interessante notare che l'attenta analisi ippocratica delle svariate condizioni in cui l'epilessia si manifesta, non fa altro che confermare la validità della teoria umorale ippocratica fondata sul contrasto di caldo e di freddo, di sangue e di flegma.
D'altronde questo tentativo di unire anatomia e fisiologia e quindi strutture anatomiche, proprietà degli umori (sangue-caldo, flegma-freddo) e condizioni esterne (come i venti), al fine di fornire una spiegazione dei fenomeni sorprendenti che accompagnano le crisi epilettiche (e le malattie più in generale), è il fondamento del sapere ippocratico.
Ippocrate riteneva che tale malattia avesse struttura naturale e cause razionali e nella sua opera chiarisce come in essa non ci fosse nulla di più divino e sacro che nelle altre malattie. Era piuttosto l'ignoranza degli uomini (quelli che l'autore definisce ciarlatani, maghi, bigotti, stregoni) riguardo alle cause e alle cure dell'epilessia che li stupiva per la stranezza delle sue manifestazioni e che contribuiva alla erronea credenza per la quale era ritenuta di origine divina.
È infatti contro le antiche terapie magiche che gli ippocratici rivolgono la loro polemica, proclamando la loro fiducia nella ragione, capace di cogliere le cause naturali e razionali di questo fenomeno e di spiegarlo, e affermando quindi l'autonomia dell'arte medica. L'autore mette in luce, inoltre, l'impossibilità che l'uomo possa essere contaminato da un dio: essendo infatti il primo corruttibile e il secondo sacro, ne sarebbe al massimo purificato e santificato ma certamente non offeso. Infine egli sottolinea come l'epilessia abbia origini di tipo ereditario ed embriologico, connesse con una malformazione del cervello.

## Epilessia nell'antichità
Nell'antichità il male veniva considerato come una realtà esterna ed estranea al corpo dell'uomo, che vi penetra e lo colpisce per volontà di un Dio, irato per colpe, misfatti o omissioni imputabili al genere umano. La malattia rappresenta una sorta di essere che “abita” nel malato. In quei tempi il malato epilettico veniva visto dalla società che lo circondava, come colui che era posseduto da uno spirito maligno, un demone. La convinzione prevalente era appunto che l'epilessia fosse di origine soprannaturale e che in quanto tale non vi fosse alcuna terapia, ma si poteva soltanto confidare in un possibile intervento divino. L'uomo non poteva comprendere le cause del fenomeno bensì soltanto aspettare l'aiuto divino. Per l'appunto tra i più antichi rituali greci ricordiamo la pratica dell'incubazione che veniva praticata presso il tempio di Esculapio e consisteva nel far dormire la persona affetta dall'epilessia su una lastra di pietra in attesa della guarigione notturna ad opera del Dio dell'arte medica. Molto probabilmente il documento scritto più antico che affronta il tema dell'epilessia è costituito da una tavoletta di pietra babilonese conservata attualmente al British Museum. La tavoletta proviene da una serie di quaranta tavole facenti parte del testo di medicina diagnostica babilonese, risale al 500 a.C. ma è una copia dell'originale realizzato tra il 1067 a.C. e il 1046 a.C.. Anche i babilonesi erano convinti che le manifestazioni epilettiche fossero opere di demoni. Inoltre il concetto di possesso da parte di questi spiriti malvagi del corpo umano veniva visto come un possesso violento.

### Ippocrate e l'epilessia
Il primo grande segno di rottura con il passato è rappresentato dal grande medico greco Ippocrate di Cos (460-377 a.C.). Il suo nome rappresenta un importante punto di partenza per lo studio dell'epilessia. Egli è stato il primo a rifiutare il carattere soprannaturale della malattia. Con il suo trattato il “De morbo sacro” attua una laicizzazione della malattia tendendo a considerare l'epilessia non come una malattia più sacra delle altre ma pari a tutte le altre: «Io non credo che essa sia più divina o più sacra di altre malattie, ma solo che come le altre malattie essa abbia causa naturale e che derivi da questa. Gli uomini invece pensano che essa sia divina per la loro incapacità e per il fatto che essa è straordinaria, non assomigliando a nessuna delle altre malattie […] se la si vuole considerare divina per il suo carattere straordinario, allora molte sono le malattie divine.» L'affermazione che l'epilessia fosse un morbo sacro infatti portava i medici greci a crearsi un alibi per l'insuccesso della terapia che in realtà era dovuto all'ignoranza circa le cause della malattia. Inoltre affermava:«Io non credo che il corpo dell'uomo possa essere contaminato da un dio, il più corruttibile dal più sacro: ma se anche accade che esso sia contaminato o in qualche modo offeso da un agente esterno, da un dio sarà comunque purificato e santificato, piuttosto che contaminato».
Un altro importante contributo sulla conoscenza dell'epilessia fornitoci dalle opere ippocratiche è rappresentato dallo studio delle basi fisiologiche del disturbo. "A me dunque questa malattia non pare affatto essere più divina delle altre, bensì ha una base naturale comune a tutte, e una causa razionale dalla quale ciascuna dipende: ed è curabile, per nulla meno delle altre, a meno che per il lungo tempo trascorso non si sia rafforzata al punto da soverchiare i farmaci somministrati". Innanzitutto afferma che «il cervello è la sede della malattia come di qualsiasi altra malattia con manifestazioni violente». Inoltre Ippocrate utilizzando la sua famosa “teoria degli umori” cerca di spiegare l'epilessia come un eccesso di “flegma”, provocato da raffreddamenti che portano ad una secrezione eccessiva di muco da parte del cervello. "E vi è un'altra grande prova che questa non è più divina delle altre malattie: insorge ai flemmatici per natura, ma non colpisce i biliosi, mentre se fosse più divina delle altre, in tutti egualmente dovrebbe prodursi questa malattia, senza distinguere tra biliosi e flemmatici. Giunse a questa conclusione dopo varie osservazioni fatte soprattutto su capi di bestiame affetti da tale patologia. Nel suo trattato sono descritte anche le caratteristiche principali delle manifestazioni cliniche dell'attacco epilettico quali: soffocamento, perdita della voce, digrignamento dei denti, fuoriuscita di bava dalla bocca, movimenti convulsivi alle mani e occhi fissi. Tutto ciò viene imputato principalmente alla mancanza di aria nel cervello.

### Antica medicina indiana
L'impurità veniva ritenuta una delle cause principali dell'epilessia venendo di conseguenza consigliati come primo approccio terapeutico clisteri, purghe e vomito ripetuto

### Antica medicina cinese
Il primo documento sull'epilessia appare nel Classico di Medicina Interna dell'Imperatore Giallo (Huangdi Neijing) scritto da più medici nei secoli antecedenti l'era cristiana, e riveduto nei secoli successivi. La descrizione delle crisi considerava solo quelle generalizzate e la classificazione si basava sul tipo di grido emesso dal paziente paragonato all'animale che produceva un suono simile.

### L'epilessia nella Bibbia

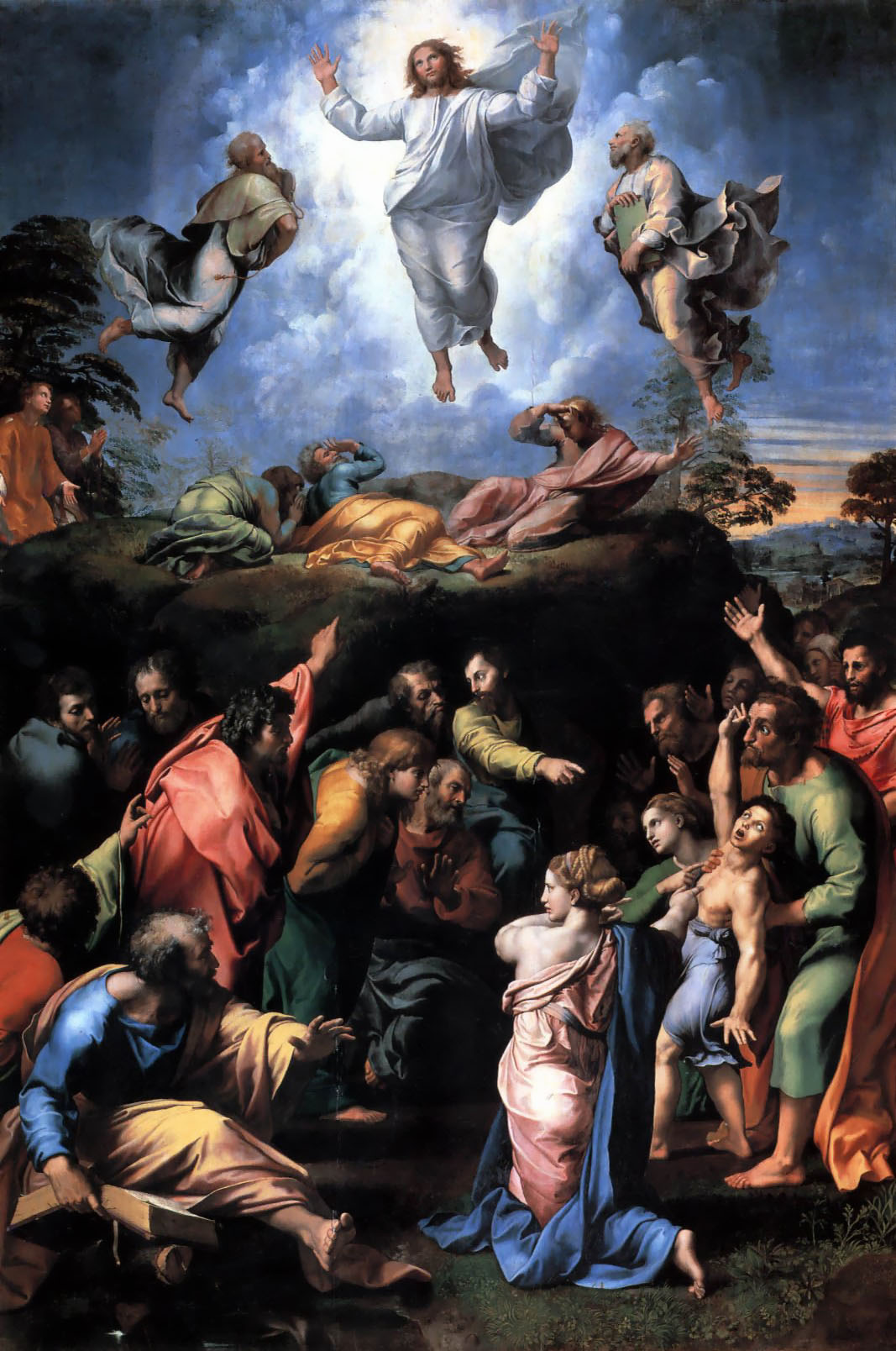
La Trasfigurazione di Raffaello

Anche la Bibbia offre un contributo. Vi sono passi del Nuovo Testamento che vi fanno riferimento. Il primo è nel Vangelo secondo Matteo, cap.17, versetti 14-18, ma una descrizione ancor più dettagliata ci viene offerta dal Vangelo secondo Marco, cap. 9, versetti 17- 29:
Da questo passo prenderà spunto il dipinto la “trasfigurazione” realizzato nei primi anni del Cinquecento da Raffaello. Un altro riferimento biblico ci viene offerto anche dal Vangelo secondo Luca, cap. 8, versetti 38-42.
Tuttavia, è importante notare come questo passo biblico che caratterizza la presenza di questa patologia nel testo sacro, sia probabilmente il frutto di un errore di traduzione: il termine utilizzato dall'evangelista nel testo originale, difatti, è seleniàzomai, che, tradotto letteralmente significa "sono lunatico".
Le traduzioni originali contenevano difatti il termine lunatico, non epilettico, un termine che rimanda anche al concetto di follia e di possessione demoniaca.
Il termine lunatico in riferimento al protagonista del passo biblico fu sostituito con il termine epilettico solo successivamente e per ragioni non chiare, un'ipotesi è che nell'antichità si riteneva che l'epilessia fosse condizionata dalle fasi lunari e, dunque, i traduttori del tempo tradussero arbitrariamente il termine lunatico con epilettico.
La storia dell'epilessia risulta anche segnata dalle vite di molti Santi che soprattutto durante il Medioevo furono invocati come protettori degli epilettici. Ve ne sono stati più di una ventina, di cui la maggior parte fu decapitata. Tra tutti ricordiamo: San Giovanni Battista, San Vicinio, San Genesio, San Vito, San Donato e soprattutto san Valentino, il quale viene ricordato per aver guarito Cheremone, figlio epilettico di Cratone, maestro di retorica a Roma. Dopo l'avvenuta guarigione tutta la famiglia del ragazzo si convertì al Cristianesimo. In seguito i pagani lo uccisero il 14 febbraio

### Galeno (130-210 d.C.)
Galeno distingueva due gruppi. Il primo era definito idiopatico e messo in rapporto a perturbazioni umorali del cervello a causa del freddo. Il secondo simpatetico in relazione con malattia sistemica con produzione di sostanze tossiche. Si occupò dei segni premonitori delle crisi. La parola Aura deriva dal greco e significa alito di vento. Galeno distinse segni di natura sensitiva come l'avvertire dei rumori alla testa o neuropsichica come l'impaccio nell'eloquio.

## Medioevo
Circolavano tre teorie sull'eziologia che attribuivano la malattia a forze soprannaturali, ad umori ed a sostanze tossiche ed irritanti. La farmacopea dell'epilessia comprendeva pozioni a base di cranio umano polverizzato, fegato di avvoltoio e vischio. Le erbe curative erano molto apprezzate.

## Età moderna
Un notevole passo avanti nella comprensione dell'epilessia e del ruolo della chirurgia nel trattamento fu compiuto nel XVI secolo. Ambroise Paré (1517-1590) migliorò molto il trattamento dei traumi cranici ed ideò uno strumento chiamato speculum oris che impiegò per vincere le contrazioni delle mascelle durante gli attacchi epilettici mantenendo le arcate dentarie separate al fine di prevenire la morsicatura della lingua. Nel XVII secolo Willis nell'osservare le convulsioni febbrili intuiva che c'è una certa predisposizione alla malattia sia innata che acquisita.

## Età contemporanea

### L'inizio della terapia medica dell'epilessia
Dopo secoli e secoli di buio, basti pensare alla trapanazione di una primitiva arte medica risalente al periodo neolitico testimoniata dal ritrovamento in quasi ogni parte del mondo di numerose scatole craniche con dischi di osso rimossi, verso la metà del XIX secolo studiosi contribuirono ai progressi nella comprensione della neurologia e soprattutto dei molteplici aspetti dell'epilessia. Vi furono infatti vari tentativi di studi sistematici su vari metodi di terapia. Uno dei primi fu Esquirol, il quale sottopose 30 pazienti ad una serie di terapie per verificarne la loro efficacia. I suoi metodi terapeutici spaziavano dalle trasfusioni di sangue a purghe, bagni, cauterizzazioni e somministrazioni di sostanze varie. Sfortunatamente non riuscì ad ottenere grandi risultati da questa sua indagine, infatti tutte le terapie si mostrarono in parte inefficaci e in parte riuscirono a controllare gli attacchi solo per brevi periodi di tempo e per effetto placebo. Nelle terapie adottate in quel periodo si faceva uso di una vasta gamma di rimedi naturali, come il vischio, e successivamente anche di composti inorganici come il nitrato di argento e l'ossido di zinco, che però anch'essi ottennero risultati insoddisfacenti. 
I primi risultati positivi furono ottenuti da Sir Charles Locock, ostetrico della Casa Reale Britannica. Egli portò a termine vari studi sulle convulsioni e in particolare ottenne un gran successo con la terapia basata sull'uso del bromuro di potassio. Con questo trattamento su 15 casi epilettici era riuscito a ottenere il successo in 14 casi. La terapia effettuata su questi pazienti durò quattordici mesi e consisteva nella somministrazione di 10 grani di bromuro di potassio 3 volte al giorno. Alcuni pazienti non ebbero più manifestazioni epilettiche. Vi erano comunque molti dubbi tra gli studiosi e lo stesso Locock, sul fatto se fosse da attribuire al potassio piuttosto che al bromuro l'azione farmacologica desiderata. Nonostante tutto non tutti coloro che ne fecero uso ottennero risultati soddisfacenti anzi si scoprì che dopo l'interruzione del trattamento le crisi epilettiche si facevano sempre più violente e che quindi occorreva una graduale riduzione del dosaggio.Gowers nel suo libro sull'epilessia, del 1881, dedicò varie pagine all'utilizzo del bromuro ma anche ad altre forme di trattamento ormai ritenute di scarso valore come l'utilizzo dello zinco, che secondo varie teorie era in grado di produrre gli stessi effetti del bromuro, ed anche la somministrazione del ferro. Inoltre nel suo libro fa anche riferimento all'uso della digitale, un rimedio molto antico e molto popolare in Inghilterra, che era in grado di ridurre la frequenza degli attacchi e a volte a farli cessare per brevi periodi. Il XIX secolo fu dunque un periodo di grande espansione delle conoscenze sulle terapie epilettiche e fu anche il periodo in cui emerse il problema dello stato di male epilettico.

### Una delle prime conquiste della chimica organica: il fenobarbital
Grazie alle grandi osservazioni e scoperte portate avanti dal chimico tedesco Kekulè, in merito alla formulazione del concetto dell'anello benzenico, l'utilizzo della chimica organica in campo terapeutico ebbe modo di svilupparsi sempre più. Il fenobarbital fu il primo esempio di una sintesi chimica utilizzata ad azione terapeutica. Sembra che la scoperta del suo effetto antiepilettico sia stato un fatto di serendipità e il suo primo impiego in tale campo fu proposto da parte del medico tedesco Hauptmann nel 1912 ma non è tuttora certo come abbia scoperto l'attività antiepilettica di questa sostanza. Sembra che il farmaco provocasse una completa sedazione nei pazienti con epilessia e si notò per la prima volta che le crisi epilettiche venivano controllate. Il dott. Hauptmann procedette a trattare i pazienti con l'intento specifico di poter controllare le loro crisi. L'effetto sugli attacchi fu duplice infatti si ridusse in maniera apprezzabile la frequenza delle crisi e la loro natura cambiò. Inoltre si notò che anche la continua somministrazione non riportava effetti collaterali dannosi e nemmeno effetti cumulativi ma una certa assuefazione. Dopo tante osservazioni Hauptmann giunse alla conclusione che il fenobarbital sembra essere in grado di esercitare un effetto favorevole sull'epilessia riducendo il numero e la gravità degli attacchi ma anche che in realtà non costituiva una cura per l'epilessia ma era solo capace di ridurre la sensibilità della corteccia cerebrale evitando in questo modo l'insorgenza degli attacchi. Il farmaco comunque dopo la sua scoperta divenne in pochissimo tempo disponibile dappertutto. Vi fu un certo ritardo negli USA ma alla fine della prima guerra mondiale nel 1918 divenne rapidamente il farmaco di prima scelta. Il fenobarbital non è più un farmaco di prima linea a causa dell'introduzione di altri farmaci come la fenitoina, la carbazepina e il valproato, ma comunque ha tuttora un suo spazio. La sua perdita di posizione è dovuta all'effetto sedativo conseguente alla somministrazione cronica, infatti è ritenuto pericoloso per la dipendenza e per il grave rischio di suicidio da overdose. In quegli anni associato alla somministrazione del farmaco, vi era il trattamento con la dieta chetogena. Esso fu importante non solo dal punto di vista terapeutico ma anche perché evidenziò che alla base dell'epilessia poteva sussistere anche un disturbo biochimico.  Già dall'epoca di Ippocrate era stato osservato che il cibo poteva controllare l'epilessia ma solo con Geyelin nel 1921 iniziò a fiorire un grande interesse nei confronti della dieta. Il problema principale consisteva nel dover somministrare calorie sufficienti ed altri fattori nutrizionali non solo per il normale svolgimento delle attività quotidiane ma anche per garantire lo sviluppo e la crescita fisica della persona che ne faceva uso. La dieta prevedeva un grande apporto di grassi e limitava la consumazione di proteine e carboidrati. L'escrezione di chetoni nelle urine costituiva una verifica del progresso in atto. Impiegando anche questo metodo era possibile controllare gli attacchi, pur nondimeno l'effetto variava da paziente a paziente, infatti ad alcuni bastavano pochi giorni per avere risultati positivi, ad altri occorreva aspettare anche molte settimane.

### Putnam e la scoperta della fenitoina
Il principale contributo del dott. Tracy Putnam fu quello di scindere l'azione antiepilettica da quella ipnotica dei farmaci a differenza di quello che molti studiosi fino a poco tempo prima avevano cercato di dimostrare. Inoltre attribuì un'azione antiepilettica alla presenza di un anello fenilico nella molecola e quindi cominciò a cercare composti simili al fenobarbital ma che presentassero anche questo gruppo addizionale. Cercò dappertutto e chiese anche aiuto a varie aziende farmaceutiche e istituti chimici di alto livello, come la Parke-Davis. Egli era convinto che vi fosse una stretta relazione tra la struttura delle molecole e la loro attività. La scoperta della fenitoina, allora nota come difenilidantoina, avvenne nel 1936, e nel 1937 fu inviato un rapporto alla Park Davis riguardo al trattamento di otto pazienti. La fenitoina è in grado di controllare entro certi limiti tutti i tipi di crisi, tranne quelle di petit mal. La sua particolare proprietà di stabilizzare la membrana è efficace tanto sul cuore nel controllare le aritmie quanto nei disturbi elettrici cerebrali. Naturalmente come tutti i farmaci può avere anche un gran numero di effetti collaterali che interessano un'ampia varietà di sistemi ed apparati. Oltre a piccoli problemi gastrointestinali compaiono disturbi come la cefalea, le vertigini, l'atassia. Inoltre una somministrazione cronica può causare alterazioni dei lineamenti del volto, tipica l'ipertrofia gengivale. Nonostante tutto quando diventa essenziale controllare le crisi, per particolari individui la fenitoina può essere ancora il farmaco di prima scelta. Resta ancora un grande velo di mistero sul modo in cui Putnam sia giunto ad immaginare l'attività anticonvulsivante del radicale fenilico.

### La carbamazepina
Nel 1953 i chimici sintetizzarono il primo composto della serie dei carbamoili da cui successivamente è nata la Carbamazepina. Esso aveva un anello ureico nella struttura ed era più simile ad antidepressivi imipraminici che alle fenitoine. Questo aspetto psicotropo si rivelò di estremo interesse insieme alle proprietà antiepilettiche presto riconosciute e dimostrate.

### Le benzodiazepine
Di particolare interesse il loro sito d'azione e dimostrato che i recettori nel SNC sono in stretto rapporto con i siti del GABA . Tanto maggiore è il numero di recettori benzodiazepinici occupati, tanto più intenso è il grado di sedazione ed azione muscolare. Oltre ad effetti anticonvulsivanti, sono ansiolitici, ipnotici e rilassanti muscolari. A seconda della configurazione molecolare e della via di somministrazione hanno effetti diversi.

### Il valproato di sodio
Sintetizzato già nel 1881, solo nel 1962 si compresero le sue proprietà terapeutiche e nel 1967 fu commercializzato in Francia. La sostanza è strutturalmente diversa rispetto agli altri antiepilettici in quanto non contiene alcun atomo di azoto nella molecola. Era stato adoperato ampiamente prima come solvente ma durante una procedura di screening di alcuni composti sull'attività antiepilettica Mr. Pierre Eymard a Grenoble notò che tutti producevano un effetto sorprendentemente marcato. Si capì allora che questo era conseguente al solvente utilizzato che era appunto il Valproato di sodio che si è rivelato farmaco di prima linea anche ai nostri giorni in tutti i tipi di epilessia e con effetti particolarmente validi anche nei bambini affetti da piccolo male.